# Hybalus bletoni
Hybalus bletoni är en skalbaggsart som beskrevs av Baraud 1991. Hybalus bletoni ingår i släktet Hybalus och familjen Orphnidae. Inga underarter finns listade i Catalogue of Life.